# Народна банка Републике Српске
Народна банка Републике Српске је била самостална и јединствена емисиона установа монетарног система Републике Српске одговорна за монетарну политику, за стабилност валуте и за финансијску дисциплину.
Њен правни сљедбеник је Агенција за банкарство Републике Српске.

## Органи
Уређење Народне банке Републике Српске је било прописано њеним статутом којег је потврђивала Народна скупштина Републике Српске. Органи Народне банке су били: Савјет и гувернер.
Савјет Народне банке је имао седам чланова. Гувернер је био његов предсједник по положају, а осталих шест чланова је бирала Народна скупштина Републике Српске (три на предлог Владе Републике Српске, три на предлог гувернера). Мандат им је трајао пет година. Савјет је разматрао и доносио одлуке о утврђивању монетарне политике и политике интервенција Народне банке Републике Српске на девизном тржишту, доносио пројекцију монетарне политике, утврђивао предлоге закона и других општих аката из области монетарног, девизног и кредитног система, доносио статут, финансијски план и годишњи обрачун Народне банке и утврђивао опште смјернице за пословање. Савјет Народне банке је доносио пословник о свом раду.
Гувернера Народне банке је именовала Народна скупштина Републике Српске на предлог предсједника Републике, на мандат од пет година. Гувернер је представљао и заступао Народну банку. Био је одговоран за руковођење Народном банком, за организовање њеног пословања и за њен рад. Поред гувернера, постојао је и замјеник гувернера и један или више вицегувернера. Замјеника гувернера, на гувернеров предлог, именовала је Народна скупштина Републике Српске уз прибављено мишљење Савјета Народне банке. Вицегувернера, на гувернеров предлог, именовао је Савјет Народне банке. Мандат им је трајао такође пет година.

## Надлежности
Народна банка Републике Српске је имала надлежност за:
- предлагање закона, других прописа и општих аката Народној скупштини Републике Српске из области монетарног, девизног и кредитног система;
- утврђивање монетарне политике;
- регулисање количине новца;
- послове за Републику Српску;
- регулисање ликвидности банака и других финансијских организација;
- утврђивање политике курса динара;
- регулисање ликвидности у плаћањима са иностранством;
- платни промет у земљи;
- издавање новчаница и кованог новца;
- контролу бонитета и законитости пословања банака и других финансијских организација.

Након спровођења Дејтонског мировног споразума надлежности Народне банке су прешле на Централну банку Босне и Херцеговине, а неке на Агенцију за банкарство Републике Српске.